# Argentina en los Juegos Olímpicos de Lillehammer 1994
Argentina participó en los Juegos Olímpicos de Lillehammer 1994, con una delegación de 10 atletas (4 hombres y 6 mujeres) que compitieron en 2 deportes. La portadora de la bandera en la ceremonia de apertura fue la biatleta María Giro.
El equipo olímpico argentino no obtuvo ninguna medalla en estos Juegos.

## Biatlón
Femenino
| Atleta     | Evento           | Fallos | Tiempo    | Posición |
| ---------- | ---------------- | ------ | --------- | -------- |
| María Giro | 7,5 km sprint    | 1      | 29:31,9   | 54       |
| María Giro | 15 km individual | 5      | 1:02:24,2 | 66       |

## Esquí alpino
Masculino
| Atleta               | Evento          | Final      | Final      | Final     | Final      | Final      |
| Atleta               | Evento          | 1.ª manga  | 2.ª manga  | 3.ª manga | Total      | Posición   |
| -------------------- | --------------- | ---------- | ---------- | --------- | ---------- | ---------- |
| Gáston Begue         | Supergigante    | —          | —          | —         | 1:41,21    | 48         |
| Carlos Manuel Bustos | Supergigante    | —          | —          | —         | No terminó | No terminó |
| Maríano Puricelli    | Descenso        | —          | —          | —         | 1:52,38    | 45         |
| Maríano Puricelli    | Combinado       | 1:43,13    | No terminó | —         | No avanzó  | No avanzó  |
| Federico van Ditmar  | Supergigante    | —          | —          | —         | No terminó | No terminó |
| Federico van Ditmar  | Eslalon gigante | No terminó | —          | —         | No avanzó  | No avanzó  |
| Federico van Ditmar  | Eslalon         | No terminó | —          | —         | No avanzó  | No avanzó  |

Femenino
| Atleta                | Evento       | Final     | Final     | Final     | Final   | Final    |
| Atleta                | Evento       | 1.ª manga | 2.ª manga | 3.ª manga | Total   | Posición |
| --------------------- | ------------ | --------- | --------- | --------- | ------- | -------- |
| Carola Calello        | Supergigante | —         | —         | —         | 1:35,87 | 45       |
| Dominique Ezquerra    | Supergigante | —         | —         | —         | 1:32,71 | 43       |
| Gabriela Quijano      | Descenso     | —         | —         | —         | 1:49,26 | 43       |
| Gabriela Quijano      | Supergigante | —         | —         | —         | 1:33,45 | 44       |
| Gabriela Quijano      | Eslalon      | 1:09,70   | 1:07,56   | —         | 2:17,26 | 26       |
| Gabriela Quijano      | Combinado    | 1:39,88   | 57,87     | 55,76     | 3:33,51 | 22       |
| Francisca Steverlynck | Descenso     | —         | —         | —         | 1:46,76 | 41       |
| Francisca Steverlynck | Supergigante | —         | —         | —         | 1:32,56 | 42       |
| Francisca Steverlynck | Combinado    | 1:37,10   | 58,98     | 56,56     | 3:32,64 | 21       |
| Jennifer Taylor       | Descenso     | —         | —         | —         | 1:49,53 | 44       |
| Jennifer Taylor       | Combinado    | 1:39,18   | 1:06,47   | 58,62     | 3:44,27 | 25       |